# Ernst Becker (Astronom)

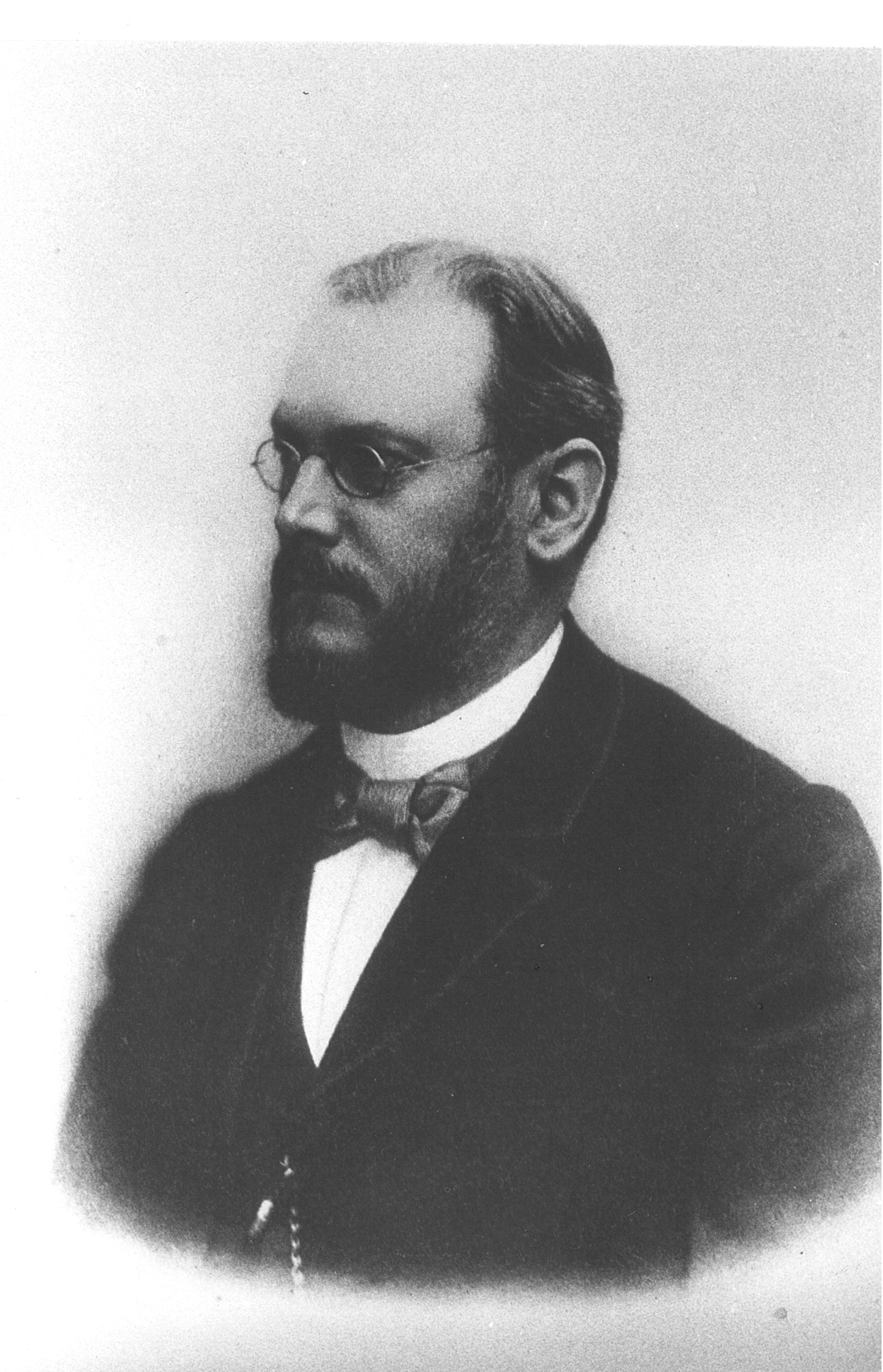
Ernst Becker

Ernst Emil Hugo Becker (* 11. August 1843 in Emmerich; † 6. August 1912 in Freiburg im Breisgau) war ein deutscher Astronom.

## Leben

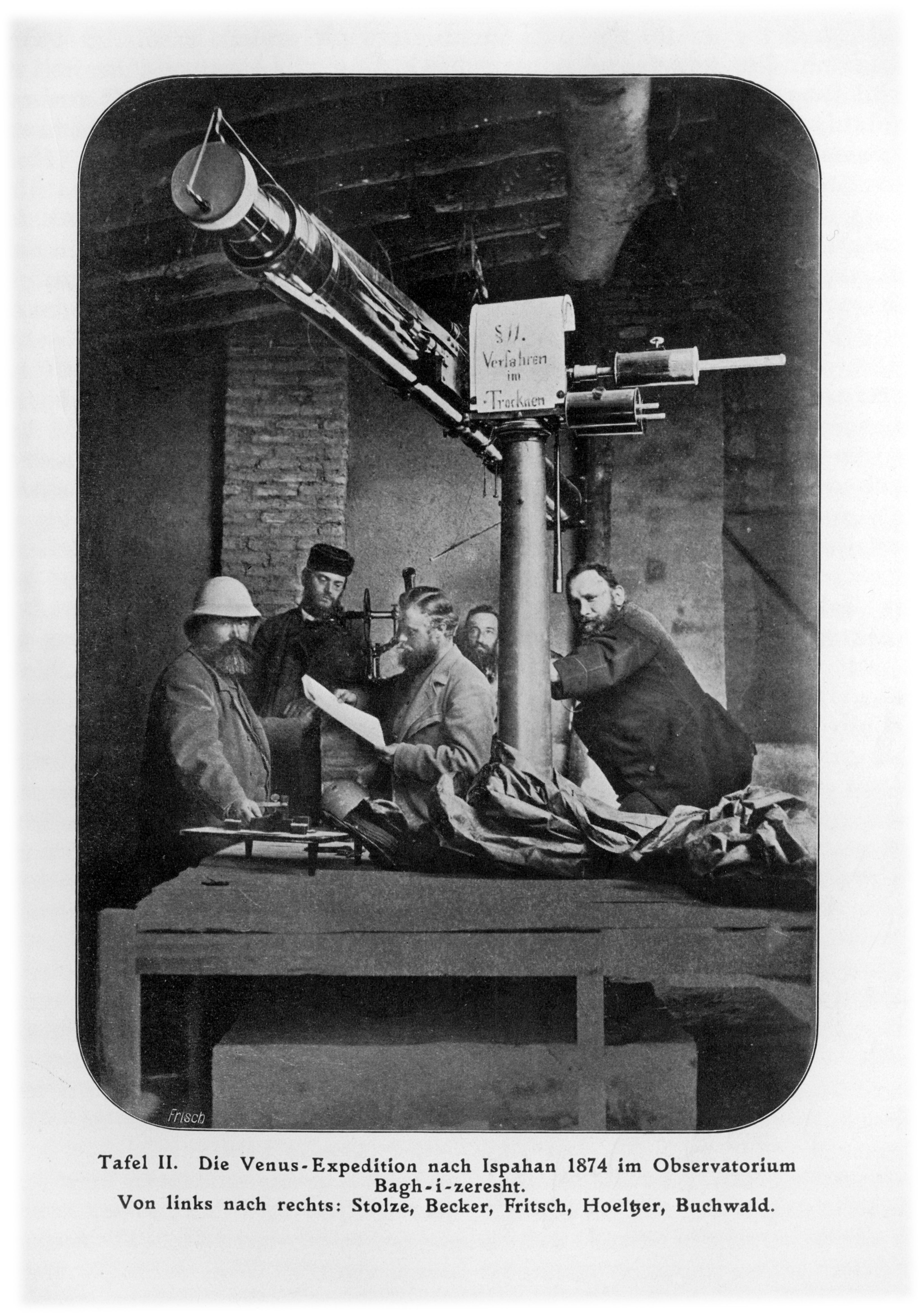
Forschungsreise nach Isfahan zur Beobachtung des Venusdurchgangs von 1874. Von links nach rechts: Franz Stolze, Ernst Becker, Gustav Fritsch, Ernst Hoeltzer und Hugo Buchwald

Becker arbeitete als Observator an der Berliner Sternwarte, ab 1870 war er an den Zonenbeobachtungen der Berliner Akademie beteiligt. Am 17. Februar 1883 wurde an die Sternwarte Gotha berufen, vom Staatsministerium Gotha zum Professor ernannt und ab 16. Mai 1883 als Direktor der Sternwarte angestellt. Im Jahr 1883 wurde er außerdem zum Mitglied der Leopoldina gewählt.
Die vorgefundenen Instrumente und die elektrische Anlage empfand er als mangelhaft und kümmerte sich um deren Überholung. Damit setzte er die von Adalbert Krüger begonnenen Beobachtungen fort. Er reduzierte seine Berliner Beobachtungen und passte sie in die vorhandenen Ergebnisse ein.
Da sich das Äquatoreal von Repsold in seiner Messfunktion nicht bewährt hatte, ließ er es von dieser Hamburger Firma zu einem Fernrohr mit parallaktischer Montierung umbauen. Es bekam ein neues Objektiv von Reinfelder und Hertel und ein neues Positionsfadenmikrometer.
Auch indem Becker gleichzeitig die Bibliothek neu ordnete und einen Katalog anlegte, brachte er die Sternwarte Gotha auf einen modernisierten und arbeitsfähigen Stand.
Im August 1887 teilte er dem Staatsministerium mit, dass er einen Ruf an die mathematisch-physikalische Fakultät der Universität Straßburg erhalten habe und verließ am 30. November 1887 Gotha.
Becker leitete anschließend 22 Jahre lang die Kaiserliche Universitäts-Sternwarte in Straßburg. Unter seiner Leitung erschienen drei Bände der Annalen der Universitäts-Sternwarte. Einer seiner Studenten war der bekannte Astronom Karl Schwarzschild. Zum 1. April 1909 legte er die Leitung der Sternwarte nieder; sein Nachfolger wurde Julius Bauschinger.
Becker war verheiratet mit Caroline, geborene Valentiner (* 1849; † 28. Dezember 1922 in Zittau). Beider Urnen wurden im Valentinerschen Erbbegräbnis in der II. Abteilung (Nr. 72) des Neuen Johannisfriedhofs in Leipzig beigesetzt.